# المتسوقة الشخصية الغامضة
المتسوقة الشخصية الغامضة (بالكورية: 인형의 집)؛ هو مسلسل كوري جنوبي من بطولة تشوي ميونغ جيل، بارك ها-نا ووانغ بيت نا. عرض المسلسل على قناة كي بي إس 2 في الفترة من 26 فبراير حتى 20 يوليو 2018. 

## القصة
تبدا احداث القصة، عندما تقوم امرأة باستبدال حفيدة عائلة غنية بأبنتها المريضة (من أجل تكلفة علاج ابنتها المريضة)، فتعيش الابنتين حياة ومصير آخر.

## روابط خارجية
المتسوقة الشخصية الغامضة على موقع IMDb (الإنجليزية)
- المتسوقة الشخصية الغامضة على موقع قاعدة بيانات الفيلم (الإنجليزية)